# Parque Hídrico La Quebradora

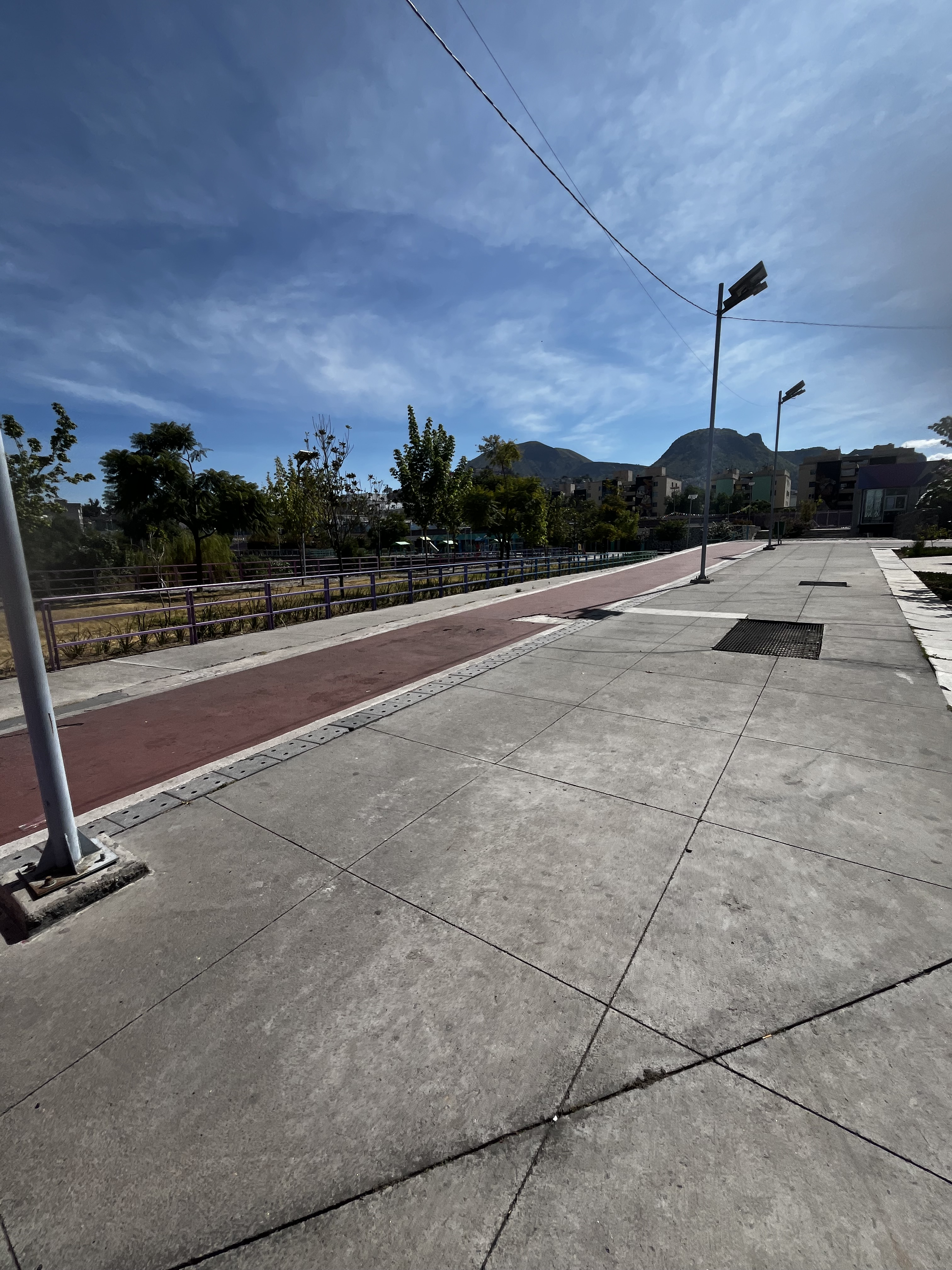
Corredor principal del Parque Hídrico la Quebradora

El Parque Hídrico La Quebradora es un proyecto de acupuntura urbana localizado en la alcaldía Iztapalapa, Ciudad de México. Sus funciones principales son mitigar inundaciones, infiltrar el agua al acuífero y captar el agua pluvial.
El proyecto responde a la problemática hídrica y social de la demarcación de Iztapalapa. Actualmente se le conoce como Utopía Atzintli y forma parte del programa social establecido por el gobierno local de la alcaldía de Iztapalapa entre 2018 y 2024.

## Origen
El proyecto responde a los dos principales problemas de agua de la Ciudad de México, el primero es la falta de agua, ya que la Ciudad de México solo puede abastecer el 71% de su consumo y el resto lo tiene que extraer del rio Lerma y el Cutzamala, y el segundo es el exceso de agua, causado por su mala gestión en el sistema de drenaje.

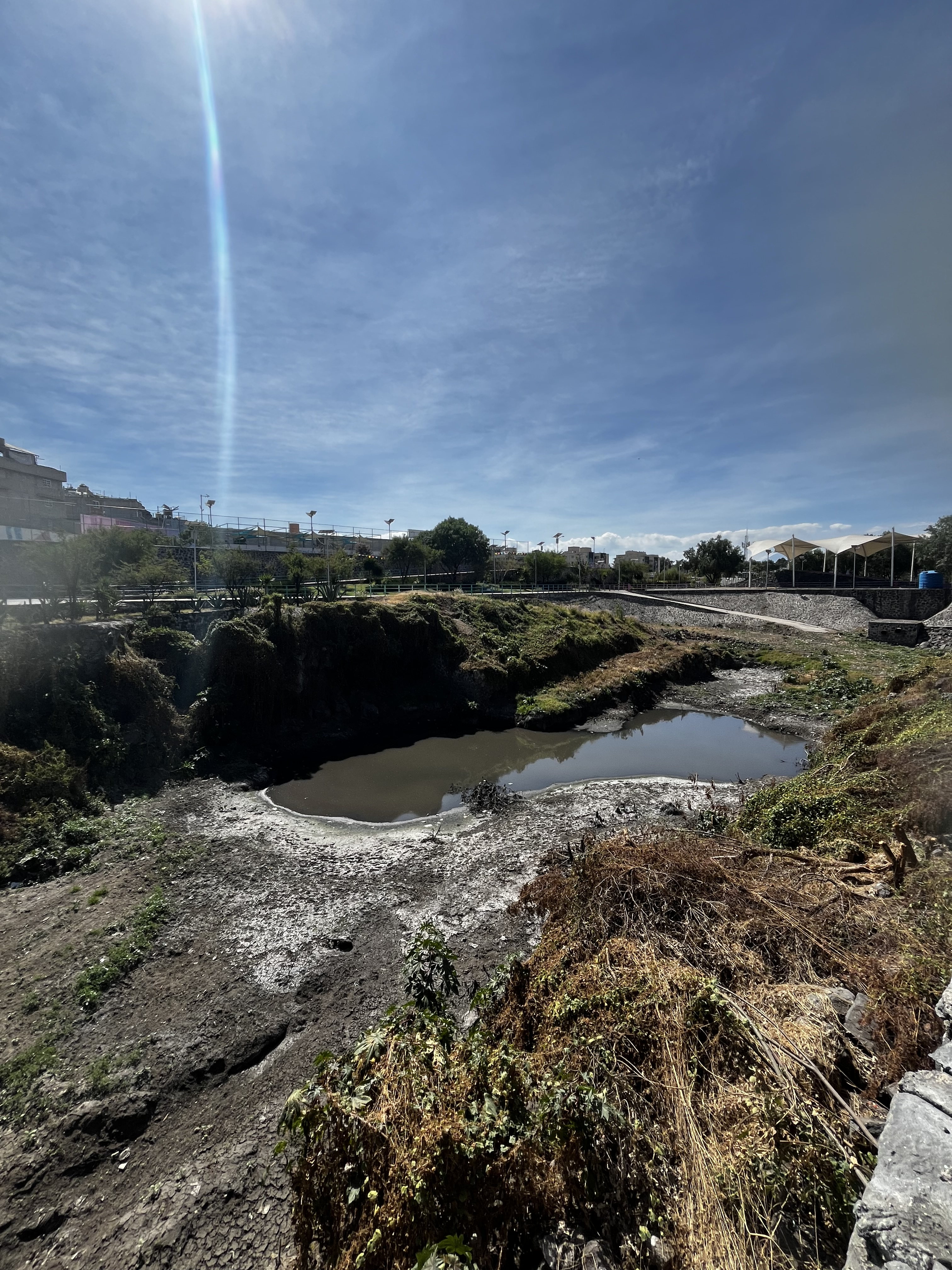
Captador de agua del Parque Hídrico La Quebradora

La Ciudad de México originalmente era una cuenca endorreica que almacenaba más de 1100 km2 de agua y se fue transformando hasta convertirse en una completa zona urbana donde el agua ya ocupa menos de 50 km2.Esto ha generado problemas como: la falta de agua potable, inundaciones, hundimientos diferenciales y una reducida recarga del acuífero.
El proyecto Parque Hídrico La Quebradora se desarrolló en la alcaldía Iztapalapa, que es la alcaldía con mayoir inequidad de acceso al agua, además de ser la más poblada de la Ciudad de Méxicocon un total de 1,835 millones de personas, tiene los mayores números de segregación y un alto número de vivienda informal con muy pocos espacios públicos. 
Se desarrolló en lo que antes era un predio abandonado, localizado en el cruce de la avenida Ermita Iztapalapa y la avenida De las Minas, debido a las afectaciones por inundaciones en la zona provenientes del agua pluvial de la Sierra de Santa Catarina.El proyecto fue diseñado para captar el agua, prevenir inundaciones, y al mismo tiempo, ayudar como espacio público que beneficie en el tejido social.

## Construcción

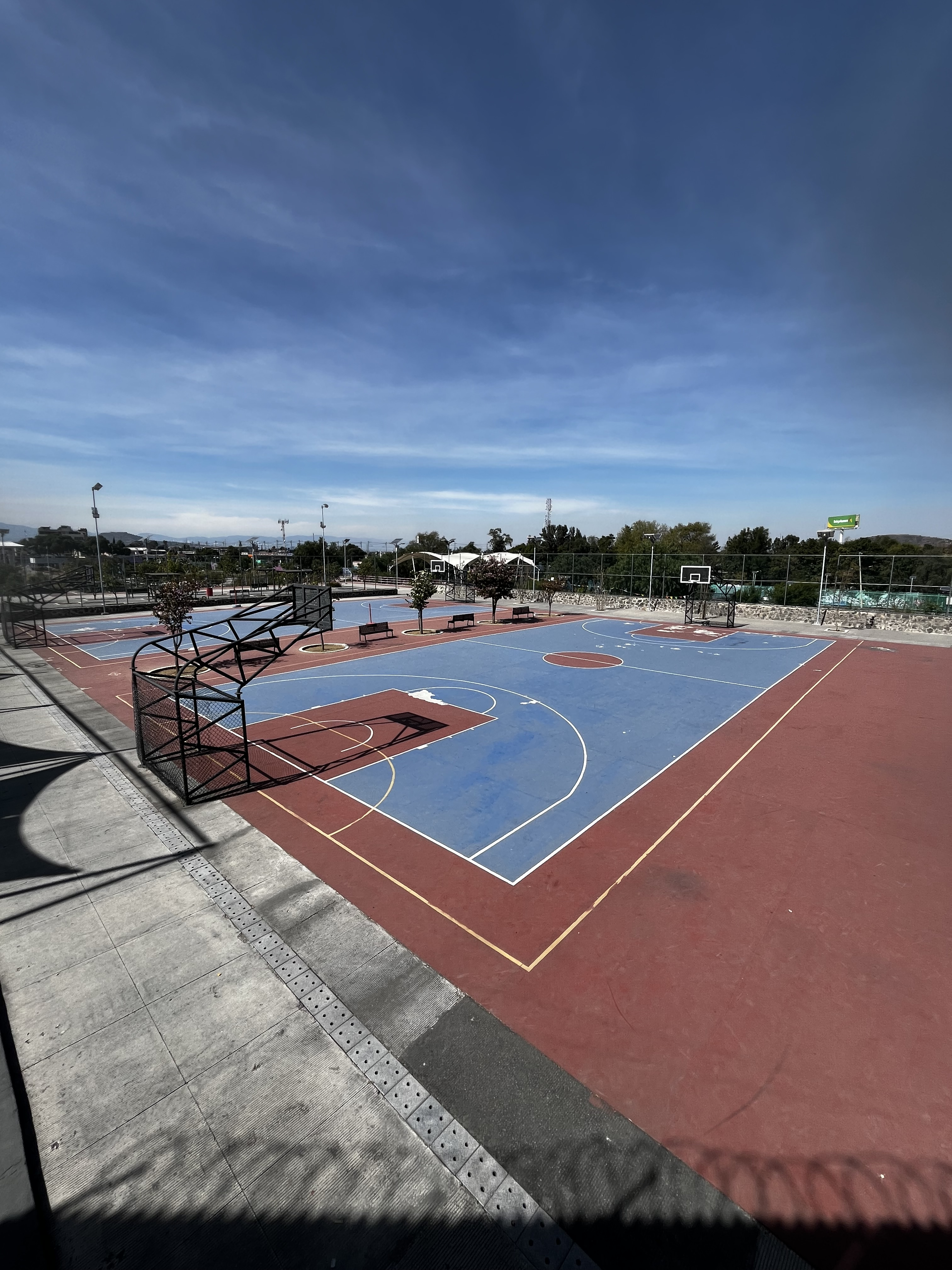
Cancha de basquetbol del Parque Hídrico la Quebradora

Se desarrolló la propuesta entre 2013 y 2017 por parte de la UNAM. Su construcción inició en el año 2017, se pausó en 2018 debido a las elecciones presidenciales y se reinició en 2019. La obra se concluyó en 2020, pero por causa de la pandemia de COVID 19 se retrasó su apertura, y se inauguró hasta 2021 por la alcaldesa Clara Brugada con el nuevo nombre de Utopía Hídrica Atzintli.
El proyecto estuvo bajo la dirección del Instituto de Investigaciones Sociales (IIS) de la UNAM, a cargo de Manuel Perló Cohen, del Instituto de Investigaciones Sociales, y Loreta Castro Reguera, de la Facultad de Arquitectura, con una inversión de 250 millones de pesos.
El espacio cuenta con una alberca semiolímpica; un foro al aire libre techado; una pista de skatepark; una casa del adulto mayor, una casa de asistencia a mujeres, una casa de rehabilitación; una casa de la transformación, cuya función es atender las adicciones, dos multicanchas, una pista de atletismo, una zona de juegos infantiles, 10 espacios para talleres de bellas artes y una librería del Fondo de Cultura Económica.

## Alcance
El parque hídrico recibe alrededor de 7000 visitantes por semana. Se benefician directamente 38,487 habitantes aportando 38,470 m2 en áreas verdes y espacio público. El área beneficiada por mitigación de inundaciones es de 1,410,260 m2, 60,000 m3 de agua infiltrada al acuífero al año y 5,600 m3 de captación de agua pluvial para su reutilización. En cuanto a lo comercial, se generan al menos 28 empleos y 130 m2 de espacios comerciales.

## Premios y reconocimientos
En 2018, se le otorgó la Medalla de Oro Global y de la Región Latinoamérica de Holcim Awards for Sustainable Construction y también recibió varios reconocimientos del Banco de Desarrollo de América Latina y el Caribe, CAF.